# Uno para todos
Uno para todos è  un film spagnolo del 2020 diretto da David Ilundain.

## Trama
Il giovane insegnante Aleix si trasferisce in un piccolo paesino dove ha ottenuto un contratto di lavoro come supplente in una scuola media, sostituendo una collega incinta. Al suo primo giorno, tuttavia, scopre che lo studente Carlos è assente. Il ragazzino è malato di cancro e, quando fa rientro in classe, non è ben accolto dai compagni. Aleix cerca di comprendere il motivo di questa antipatia e i ragazzi gli confidano che Carlos è un bullo. L'obiettivo dell'insegnante diviene quindi quello di favorire l'integrazione del ragazzino nel gruppo e per far ciò mette in pratica una didattica alternativa.

## Produzione
Il regista Ilundain raccontò che l'idea per il film nacque dopo aver letto una storia reale riportata da un articolo di giornale. I giovani protagonisti non furono scelti tra gli attori professionisti ma tra veri studenti delle scuole medie.

## Riconoscimenti
- 2021 - Premio Goya
  - Candidatura come Miglior attore protagonista a David Verdaguer

- 2021 - Premio Gaudí
  - Candidatura come miglior attore protagonista a David Verdaguer
  - Candidatura come miglior fotografia a Bet Rourich

- 2021 - Fotogrammi d'argento
  - Candidatura come Miglior attore cinematografico a David Verdaguer

- 2021 - Premi Sant Jordi
  - Miglior attrice in un film spagnolo a Patricia López Arnaiz

- 2021 - Medallas del Círculo de Escritores Cinematográficos
  - Miglior attore a David Verdaguer
  - Candidatura come miglior film
  - Candidatura come miglior regista a David Ilundain
  - Candidatura come miglior attrice secondaria a Patricia López Arnaiz
  - Candidatura come miglior attrice secondaria a Ana Labordeta
  - Candidatura come miglior attore rivelazione a Miguel Ángel Tirado
  - Candidatura come miglior sceneggiatura originale a Coral Cruz e Valentina Viso
  - Candidatura come miglior musicista a Zeltia Montes